# Andrea Dworkin
Andrea Rita Dworkin (ur. 26 września 1946, zm. 9 kwietnia 2005) – amerykańska feministka radykalna, jedna z najważniejszych postaci feminizmu drugiej fali.

## Życiorys
Urodziła się w Camden w stanie New Jersey w 1946 roku . W 1964 r. rozpoczęła studia z zakresu literatury w Bennington College w stanie Vermont . Podczas studiów podróżowała do Nowego Jorku by brać udział w protestach przeciwko wojnie w Wietnamie . Po jednym z protestów została aresztowana i przetrzymywana w areszcie dla kobiet przez kilka dni, gdzie była poddana brutalnym i upokarzającym badaniom i przeszukaniom . Po zwolnieniu z aresztu pisała listy do dziennikarzy, opisując złe warunki w placówce. Na skutek publikacji prasowych placówka została zamknięta .
W 1965 roku po raz pierwszy wyjechała do Europy, podróżowała po całym kontynencie, na dłużej zamieszkała w Grecji, na Krecie w Heraklionie. W Grecji, jak przyznała, utrzymywała się z pracy seksualnej . W 1966 roku wróciła na krótko do USA, po czym w 1968 toku wyjechała ponownie do Europy tym razem do Amsterdamu, gdzie zamierzała napisać artykuł na temat ruchu Provosi. W 1969 roku wyszła za mąż. Jej partner był luźno związany z Provosi. Małżeństwo nie było szczęśliwe. Mąż znęcał się nad nią, bił ją nawet w obecności jej rodziców, którzy przybyli ją odwiedzić z USA. Rozwiodła się po trzech latach . W 1972 roku powróciła do Stanów Zjednoczonych i zamieszkała w Nowym Jorku.
W 1974 opublikowała swoją pierwszą książkę („Woman Hating“) . Książka była bardzo pozytywnie przyjęta przez feministki, pozytywne recenzje opublikowały m.in. Kate Millet, Gloria Steinem. Tematem było upokarzanie kobiet na przestrzeni historii, Dworkin pisała m.in. o chińskich praktykach wiązania stóp, paleniu czarownic. Argumentowała, że biologia nie determinuje ról płciowych, kobiecość czy męskość to jej zdaniem przede wszystkim konstrukty kulturowe. Sprzeciwiała się także poglądowi, że istnieją jedynie dwie płcie. Dworkin doświadczyła zarówno seksu z mężczyznami, jak i z kobietami. W książce krytykowała jednak pojęcie biseksualności twierdząc, że ludzie są z natury panseksualni; a seksualność sama w sobie nie wiążę się z rolami społecznymi takimi jak kobiecość czy męskość.
Prace Dworkin mają ogromne znaczenie ze względu na demaskatorski charakter ukrytych sfer przemocy seksualnej i dyskryminacji kobiet w systemie patriarchalnym.
Dworkin była (wraz z Catharine MacKinnon) inicjatorką antypornograficznego nurtu feminizmu. Swoje poglądy wyłożyła w najsłynniejszej pracy z 1981 roku "Pornography. Men possessing women". Ich podstawą było zakwestionowanie pojęcia pornografii jako materiałów erotycznych - według Dworkin pornografia jest formą wyzysku seksualnego, fantazjowania o gwałcie (vide słynne zdanie Robin Morgan "Pornografia to teoria, gwałt to praktyka"), i stąd zniknięcie pornografii jest koniecznym warunkiem wyzwolenia kobiet.
Wraz z MacKinnon opracowała na zlecenie rady miejskiej Minneapolis projekt zmiany miejscowego prawa antypornograficznego. Założeniem tej poprawki było przeświadczenie, że pornografia może być odbierana jako pogwałcenie praw cywilnych kobiet. Rada miejska uchwaliła przyjęcie poprawki, ale zawetował ją burmistrz miasta jako niewystarczająco precyzyjnie sformułowaną. Inne wersje prawa Dworkin i MacKinnon zostały przyjęte przez miasta Indianapolis oraz Bellingham, ale w obu przypadkach sądy uchyliły je jako niekonstytucyjne.
Dokonała gruntownej analizy stosunków między płciami, m.in. w książkach "Intercourse", "Letters form a war zone" czy "Our blood" ukazując przemilczane pokłady przemocy seksualnej, która według Dworkin jest najistotniejszym motorem napędowym męskiej supremacji.
Identyfikowała się jako lesbijka, pozostając od 1974 w związku z feministycznym aktywistą Johnem Stoltenbergiem, określającym się jako gej, którego poślubiła w 1998.
Wybrane publikacje książkowe Andrei Dworkin (dotychczas nie było polskich edycji):
- "Right-wing women"
- "Women hating"
- "Pornography. Men possessing women"
- "Intercourse"
- "Scapegoat: The Jews, Israel, and Women's Liberation"